# Eric Lindroth
Eric Emil Lindroth (* 12. September 1951 in Huntington Beach, Kalifornien; † 17. Juni 2019) war ein Wasserballspieler aus den Vereinigten Staaten. Er gewann 1972 die olympische Bronzemedaille. 1979 siegte er mit dem Team der Vereinigten Staaten bei den Panamerikanischen Spielen.

## Karriere
Lindroth war 1972 der jüngste Spieler im US-Team, das beim olympischen Wasserballturnier in München seine Vorrundengruppe vor den Jugoslawen gewann. In der Finalrunde sicherte sich die Mannschaft aus der Sowjetunion die Goldmedaille vor den Ungarn, dahinter gewannen die Amerikaner die Bronzemedaille. 1973 bei der ersten Weltmeisterschaft in Belgrad erreichte das US-Team die Finalrunde und belegte mit zwei Siegen und drei Niederlagen den fünften Platz. Zwei Jahre später kam die US-Mannschaft auf den achten Platz bei der Weltmeisterschaft in Cali. Bei den Panamerikanischen Spielen in Mexiko-Stadt unterlag das US-Team der Mannschaft des Gastgeberlandes mit 3:6 und erhielt die Silbermedaille. 1978 bei der Weltmeisterschaft in West-Berlin verloren die Amerikaner in der Vorrunde gegen die Rumänen und belegten in der Zwischenrunde den dritten Platz. In den Platzierungsspielen erreichten sie den fünften Platz. Im Jahr darauf gewann die US-Mannschaft bei den Panamerikanischen Spielen in San Juan vor den Kubanern und den Kanadiern. 1980 war Lindroth als einziger Bronzemedaillengewinner von 1972 für die US-Mannschaft bei den Olympischen Spielen nominiert. Wegen des Olympiaboykotts trat keine Olympiamannschaft der Vereinigten Staaten in Moskau an.
Eric Lindroth besuchte die Newport Harbor High School und dann die University of California, Los Angeles, wo er 1973 als Sportlehrer graduierte. Im Verein spielte er von 1969 bis 1973 bei Phillips 66 und dann zwei Jahre beim Fullerton Aquatic Club. Von 1976 bis 1979 war er bei den South California All Stars und dann bis 1983 bei Industry Hills. Lindroth war dreifacher College-Meister und neunfacher Meister der Amateur Athletic Union.